# Paul de Pidoll
Paul de Pidoll (* 3. April 1882 in Luxemburg-Stadt, Luxemburg als Paul Franz Karl Freiherr von Pidoll zu Quintenbach; † 6. Dezember 1954 in Biscarrosse, Frankreich) war ein luxemburgischer Maler, Xylograph und Buchillustrator.

## Leben
Paul de Pidoll wurde 1882 in Steinsel/Luxemburg als Sohn des Kunstmalers Karl von Pidoll zu Quintenbach und dessen Ehefrau Marguerite Fernande de Scherff geboren. Nach dem Besuch des Joachimsthalschen Gymnasiums in Berlin begann er bereits in jungen Jahren als Autodidakt mit der Malerei.
Im Ersten Weltkrieg siedelte er in die Cité-Jardin de Paris über und änderte seinen Namen in Paul de Pidoll. Dort war er Schüler von Fernand Sabatté und stellte 1929 im Salon des Artistes Français in Paris aus. Hierbei erhielt er einen 2. Preis.

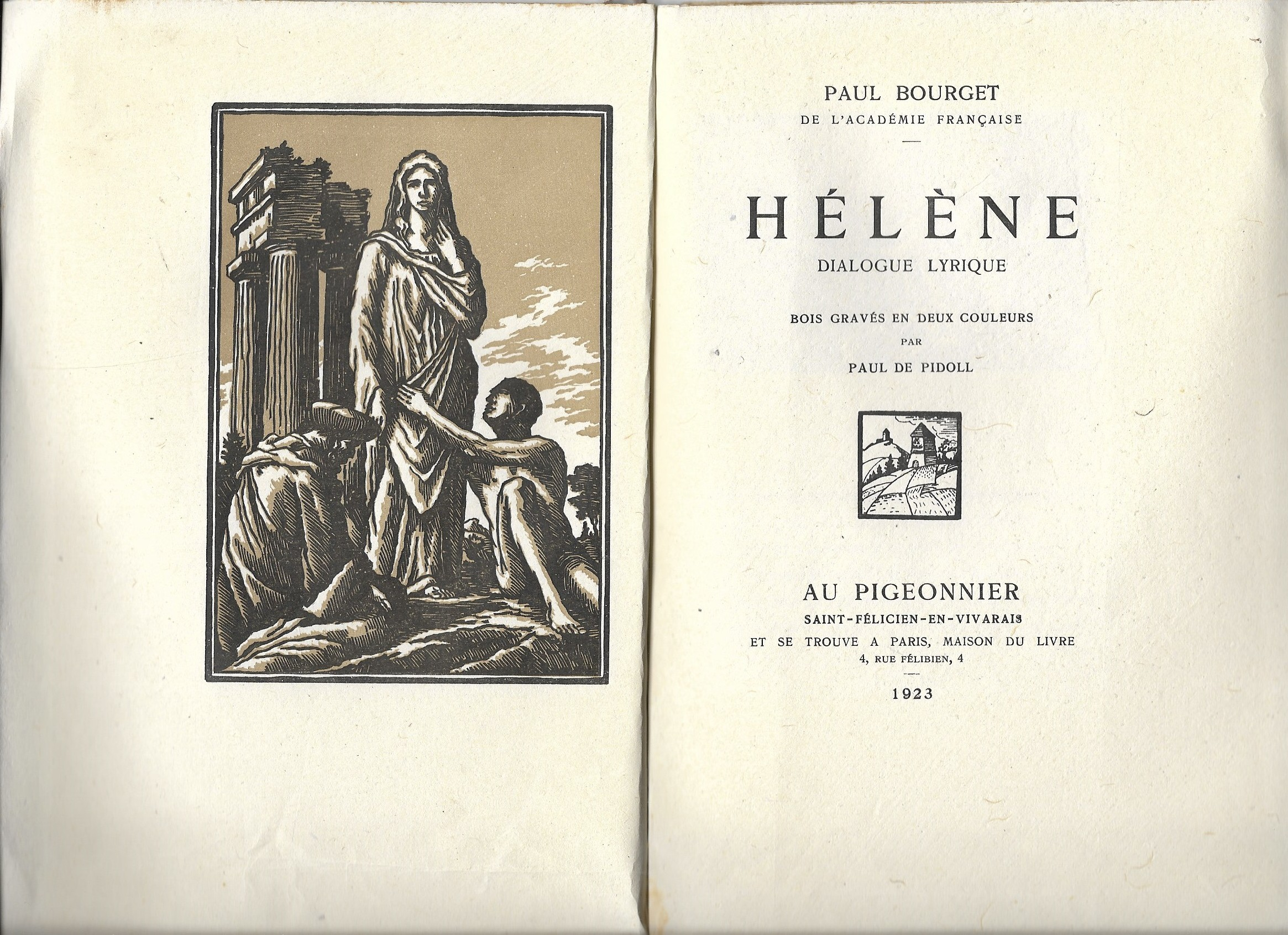
Paul de Pidoll, Buchillustration 1923

Zuerst malte er hauptsächlich Ölgemälde und Aquarelle, später spezialisierte er sich insbesondere auf Holzschnitte, Buchillustrationen und Ölgemälde von antiker Töpferei. Mit der Illustration von Octave Mirbeaus Serie Les Jardins des Supplices gelang ihm 1923 der Durchbruch, und seitdem gilt er als bedeutender Künstler: „Pidoll übertraf alles in der Zweifarben-Xylografie.“ Seine Werke erzielen derzeit auf Auktionen hohe Verkaufspreise.
Paul de Pidoll heiratete 1917 in Paris die Textildesignerin Andrée Maybaun-Mulder. Nachdem seine Frau als Halbjüdin im Zweiten Weltkrieg von den Nazis deportiert und getötet worden war, zog er an den Étang de Biscarrosse, wo er 1945 erneut heiratete. Er starb 1954 kinderlos in Biscarrosse. Sein Nachlass wurde in die Bibliothèque nationale in Paris (Signatur Cc92) überführt.

## Werke (Auswahl)
- Concours de gravure – Javel et Bourdeau, Holzschnitt um 1923, Bibliothèque nationale, Paris
- Bäume, Holzschnitt von 1923
- Kirche und Schloss Bourscheid, Ölgemälde 1928
- Ansicht von Bourscheid, Holzschnitt 1933, Musées de Luxembourg
- Stillleben mit altgriechischer Töpferei, Ölgemälde 1938

## Illustrierte Bücher (Auswahl)
- Octave Mirbeau: Les Jardins des Supplices, 1923
- Remy de Gourmont: Le Chemin de velours, 1923
- Jérôme Doucet: La Grande Douleur des sept artists, 1923
- Paul Bourget: Héléne, 1923
- Hermann Sudermann: Le Chemin-des-chats, 1924
- Charles Baudelaire: Le Spleen de Paris, 1926
- Paul Reboux: Le Phare, 1926
- Georges Roth: La Geste de Cûchulainn, 1927
- Jérôme Doucet: Verrières, 1929
- Gerbert de Montreuil: Le Roman de la Violette, 1931
- Jérôme Doucet: Triptychen, 1942